# Maulichères
Maulichères (gaskognisch: Maulishèra) ist eine französische Gemeinde mit 157 Einwohnern (Stand 1. Januar 2022) im Département Gers in der Region Okzitanien; sie gehört zum Arrondissement Mirande.

## Geografie
Maulichères liegt rund 14 Kilometer östlich der Kleinstadt Aire-sur-l’Adour im Westen des Départements Gers. Die Rebflächen in der Gemeinde gehören zum Weinbaugebiet Côtes de Saint-Mont. Die wichtigsten Gewässer sind die Bäche Le Pesqué und Palue, der Kanal Canal du moulin sowie einige kleine Teiche. Wichtigste überregionale Verkehrsverbindung ist die wenige Kilometer westlich der Gemeinde verlaufende Autoroute A65 (Teil der Europastraße 7). Riscle hat die nächstgelegene Bushaltestelle der Buslinie 940 Aire-sur-l’Adour-Tarbes. 
Umgeben wird Maulichères von den Nachbargemeinden Saint-Martin-d’Armagnac im Norden, Sarragachies im Osten, Riscle im Südosten, Tarsac im Südwesten sowie Caumont im Westen. 

## Geschichte
Die Gemeinde lag in der Gascogne und gehörte dort zur Region Bas-Armagnac. Von 1793 bis 1801 gehörte Maulichères zum Distrikt Nogaro, von 1793 bis 1801 und ab 1802 bis 2015 zum Wahlkreis (Kanton) Riscle (1801–1802 zum Kanton Barcelonne).  

## Bevölkerungsentwicklung
| Jahr                       | 1962 | 1968 | 1975 | 1982 | 1990 | 1999 | 2006 | 2012 | 2020 |
| Einwohner                  | 140  | 179  | 171  | 173  | 207  | 185  | 156  | 172  | 161  |
| Quellen: Cassini und INSEE |      |      |      |      |      |      |      |      |      |

## Sehenswürdigkeiten
- Kirche Saint-Michel aus dem 10. Jahrhundert

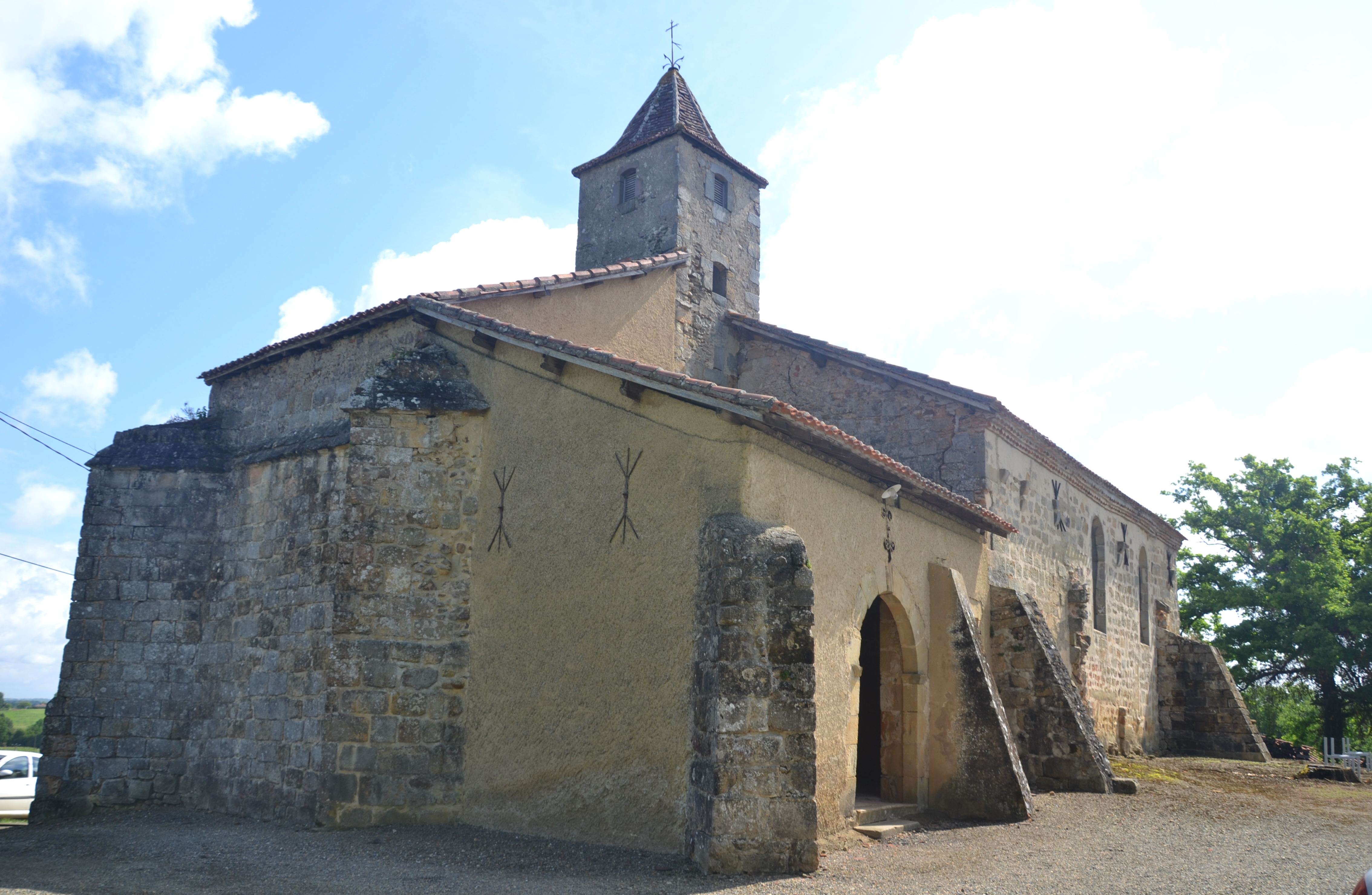
Kirche Saint-Michel
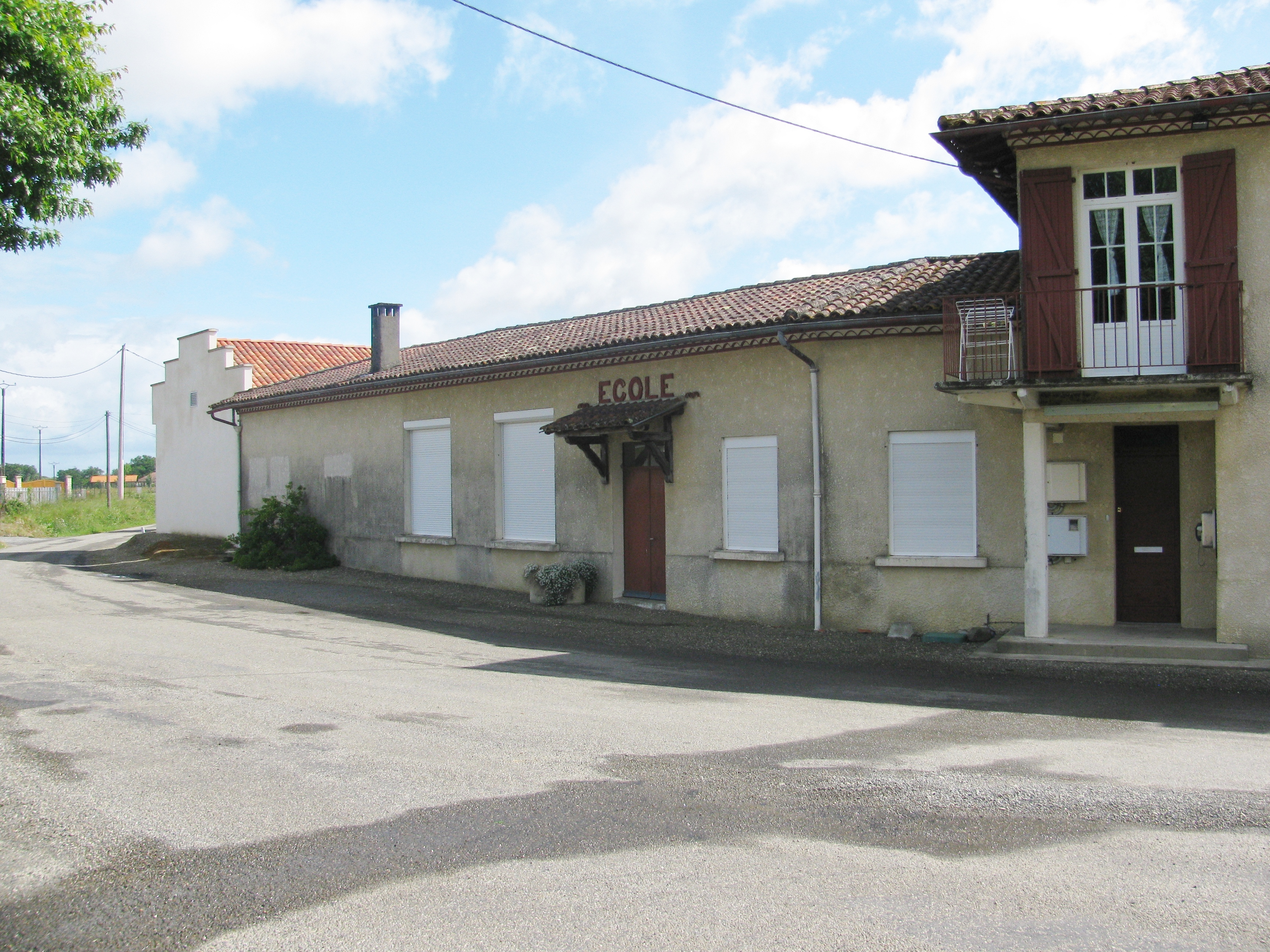
Schule
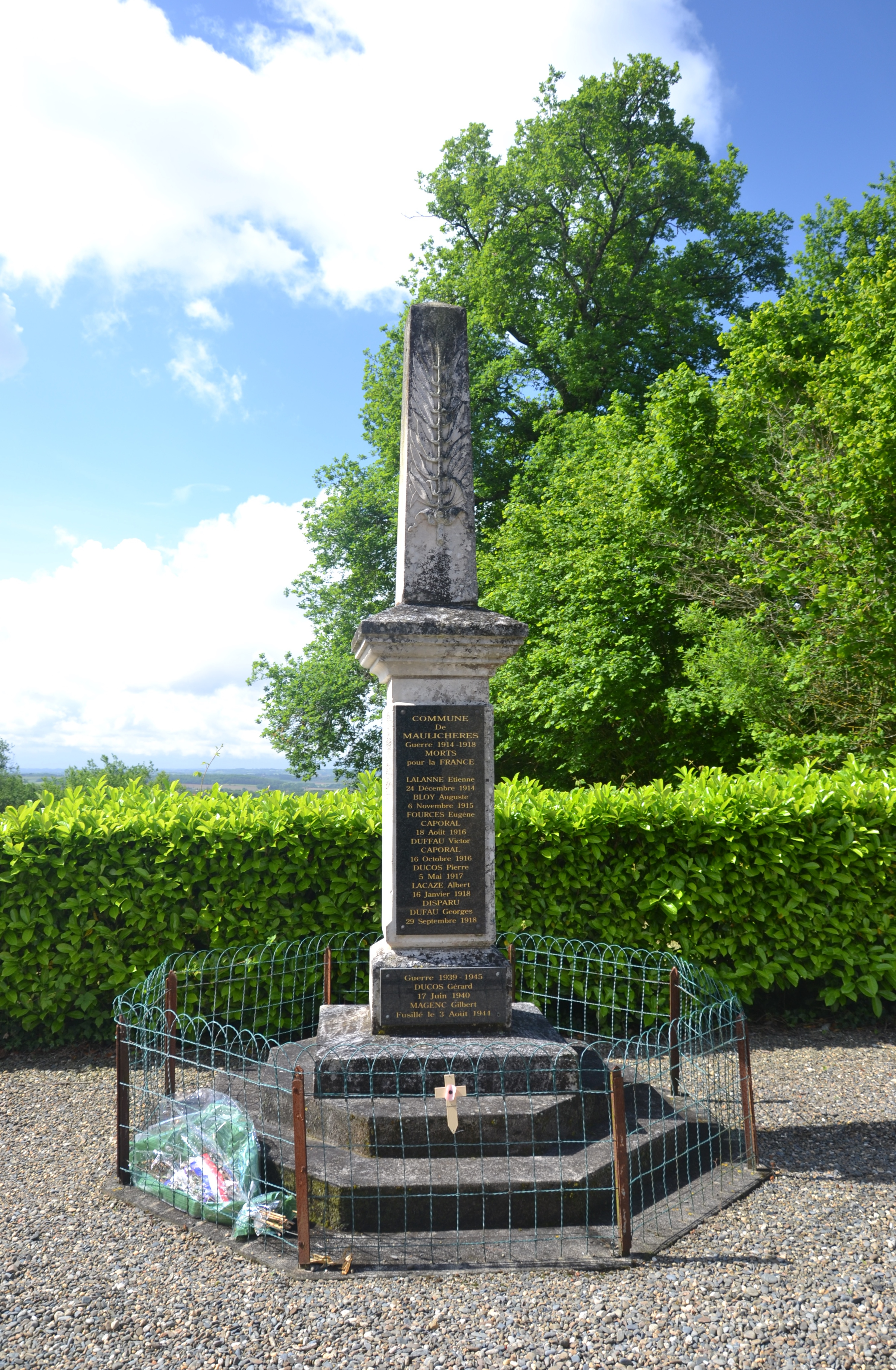
Denkmal für die Gefallenen